# Astomaspis persimilis
Astomaspis persimilis är en stekelart som först beskrevs av Joseph Augustine Cushman 1937.  Astomaspis persimilis ingår i släktet Astomaspis och familjen brokparasitsteklar. Inga underarter finns listade.